# Goran Bunjevčević
Goran Bunjevčević (Servisch: Горан Буњевчевић) (Karlovac, 17 februari 1973 – Belgrado, 28 juni 2018) was een Servische voetballer die als verdediger speelde. Hij kwam  onder meer uit voor Rode Ster Belgrado, Tottenham Hotspur en ADO Den Haag. Bunjevčević overleed op 45-jarige leeftijd aan een hersenbloeding

## Carrière
Bunjevčević speelde in de jeugd bij Hajduk Split en het gezin verhuisde bij het uitbreken van de Joegoslavische Burgeroorlog naar Belgrado waar hij zijn carrière begon bij FK BASK en ook speelde voor RFK Grafičar. Hij brak door bij FK Rad en kwam vervolgens bij Rode Ster Belgrado, waarmee hij tweemaal landskampioen werd en eenmaal de beker won. De international had veel last van blessures in zijn eerste seizoen bij Tottenham Hotspur, met onder andere een gebroken kaakbeen, die hij opliep in een wedstrijd tegen Chelsea.
Bunjevčević' tweede seizoen was relatief blessurevrij, en Glenn Hoddle, toenmalig trainer van de Spurs, zette hem op meerdere posities in het eerste elftal, waaronder centraal verdediger, linksback, linkervleugelspeler en middenvelder.
Sinds Hoddle's vertrek in 2003 stond de verdediger niet meer zo vaak op het wedstrijdformulier. Er werden door de fans vraagtekens gezet bij zijn kwaliteiten, en na de komst van Martin Jol was er voor Bunjevčević helemaal geen plaats meer in de basiself. Na vijf jaar op White Hart Lane vertrok hij in mei 2006 naar ADO Den Haag. Met deze Nederlandse club degradeerde Bunjevčević in seizoen 2006/07 uit de Nederlandse Eredivisie naar de Eerste divisie, waarna hij zijn schoenen aan de wilgen hing.
Hij maakte deel uit van de selectie van Klein Joegoslavië op het Europees kampioenschap voetbal 2000.
Bunjevčević heeft de UEFA-managmentopleiding Executive Master for International Players (MIP) gedaan.

## Statistieken
| seizoen | club               | land        | competitie        | wed. | goals |
| ------- | ------------------ | ----------- | ----------------- | ---- | ----- |
| 1992/93 | RFK Grafičar       | Joegoslavië | Zonska liga (IV)  |      |       |
| 1993/94 | RFK Grafičar       | Joegoslavië | Zonska liga (IV)  |      |       |
| 1994/95 | FK Rad             | Joegoslavië | Prva savezna liga | 17   | 0     |
| 1995/96 | FK Rad             | Joegoslavië | Prva savezna liga | 29   | 2     |
| 1996/97 | FK Rad             | Joegoslavië | Prva savezna liga | 30   | 3     |
| 1997/98 | Rode Ster Belgrado | Joegoslavië | Prva savezna liga | 30   | 5     |
| 1998/99 | Rode Ster Belgrado | Joegoslavië | Prva savezna liga | 22   | 4     |
| 1999/00 | Rode Ster Belgrado | Joegoslavië | Prva savezna liga | 40   | 7     |
| 2000/01 | Rode Ster Belgrado | Joegoslavië | Prva savezna liga | 33   | 0     |
| 2001/02 | Tottenham Hotspur  | Engeland    | Premier League    | 6    | 0     |
| 2002/03 | Tottenham Hotspur  | Engeland    | Premier League    | 35   | 0     |
| 2003/04 | Tottenham Hotspur  | Engeland    | Premier League    | 7    | 0     |
| 2004/05 | Tottenham Hotspur  | Engeland    | Premier League    | 3    | 0     |
| 2005/06 | Tottenham Hotspur  | Engeland    | Premier League    | 0    | 0     |
| 2006/07 | ADO Den Haag       | Nederland   | Eredivisie        | 24   | 1     |
| Totaal  |                    |             |                   | 276  | 22    |